# Jack Sears
 (août 2016).
Si vous disposez d'ouvrages ou d'articles de référence ou si vous connaissez des sites web de qualité traitant du thème abordé ici, merci de compléter l'article en donnant les références utiles à sa vérifiabilité et en les liant à la section « Notes et références ».
Jack Sears, dit Gentleman Jack, né le 16 février 1930 à Northampton (Northamptonshire) et mort le 7 août 2016, est un pilote automobile britannique, essentiellement sur circuits mais aussi en rallyes. 

## Biographie

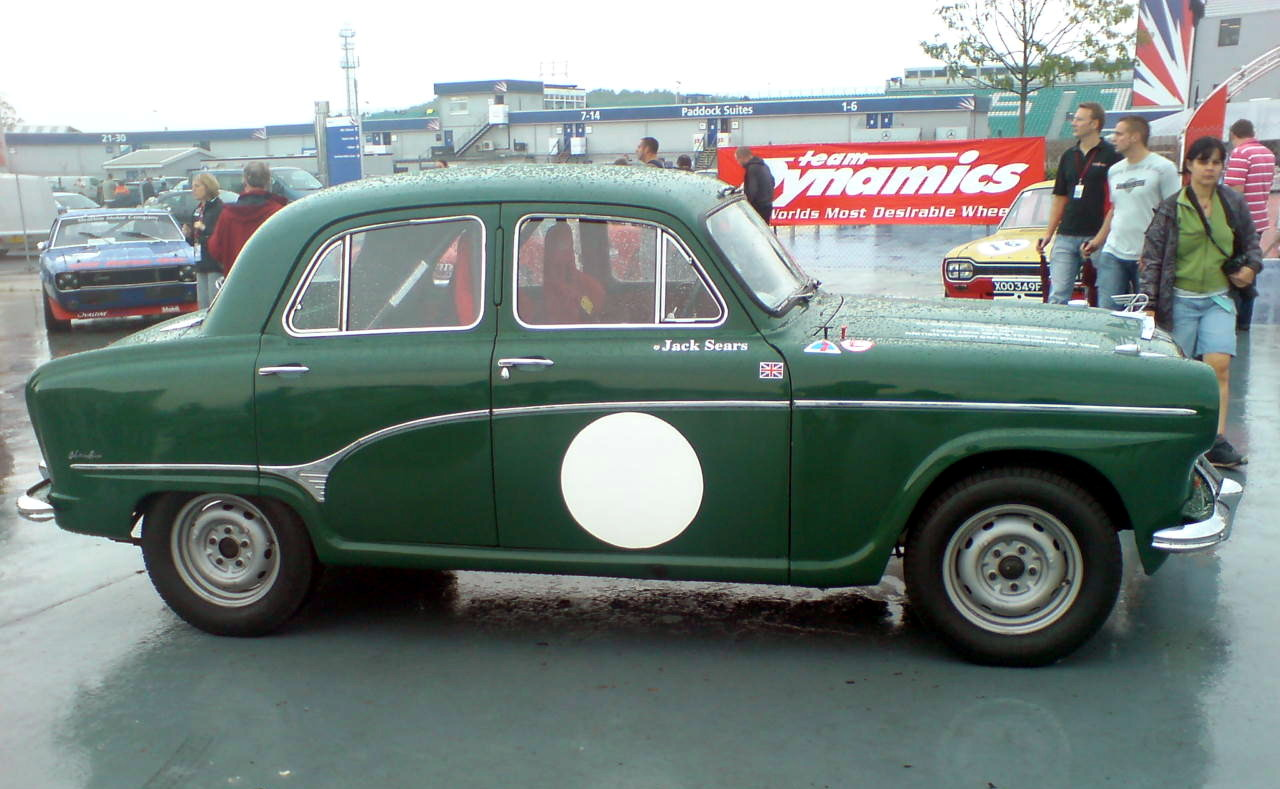
L'Austin Westminster de Sears, victorieuse en 1958.

Après avoir débuté la compétition en 1952 sur Cooper, Jack Sears obtient son premier succès national à Silverstone l'année suivante, à bord d'une Jaguar XK120. Il remporte par la suite entre autres en 1960 une épreuve internationale de Grand Tourisme à Brands Hatch, sur Aston Martin DB4 GT.
Jack Sears est le premier lauréat du Championnat britannique des voitures de tourisme (BTCC, alors appelé British Saloon Car Championship), en 1958. Il récidive en 1963, après avoir été troisième la saison précédente (vainqueur  John Love). Ses titres ont été acquis sur Austin 105 Westminster, puis Ford Cortina Lotus essentiellement (mais aussi GT et Galaxie). En 1958 il a 8 succès durant la saison, ainsi qu'en 1963 (en 1958 son principal rival Jeff Uren est battu d'extrême justesse). Il a aussi quelques victoires en 1959 (1), 1960 (2), 1962 (1), 1964 (3), et 1965 (3, soit un total de 26 succès de classe, et il termine encore 4e du championnat). Il côtoie alors régulièrement des pilotes tels Graham Hill, Mike Parkes, Roy Salvadori, ou encore Gawaine Baillie.
Jack Sears obtient une cinquième place lors des 24 Heures du Mans 1963 avec une Ferrari 330 LMB, en cinq participations dans cette épreuve entre 1960 et 1966 (également 8e en 1965 sur Shelby Cobra Daytona Coupé officielle).
Le Championnat d'Europe FIA des voitures de tourisme lui permet d'obtenir des succès en 1964 à Zolder (sur Ford Galaxie) et 1965 aux 6 Heures du Nürburgring (sur Ford Cortina Lotus).
Jack Sears est l'un des principaux organisateurs du Rallye-marathon Londres-Sydney en 1968, avec l'aide du journal londonien The Daily Mirror/Daily Telegraph et de son patron de presse Sir Max Aitken (2nd Baronet).
Il cesse de pratiquer la course automobile en 1966.
Le Jack Sears Trophy est introduit lors de la saison 2013 en BTCC, pour récompenser la catégorie S2000.